# Szegvár
Szegvár es un pueblo ubicado en el distrito de Szentes, en el condado de Csongrád-Csanád, Hungría.

## Superficie
Posee una superficie de 86,22 kilómetros cuadrados.

## Demografía
Hasta 2019 la población era de 4182 habitantes, con una densidad de población de 48,50 habitantes por kilómetro cuadrado.